# Georg Zaum
Georg Zaum (* 26. Mai 1946 in Mönchengladbach) ist ein deutscher Versicherungsmanager.

## Leben
Georg Zaum studierte an der Albert-Ludwigs-Universität Freiburg und der Universität zu Köln. Er ist Jurist und war 29 Jahre lang für die Mecklenburgische Versicherungsgruppe in Hannover tätig. Ab 1992 gehörte er deren Vorstand an und von 2002 bis 2012 war er Vorstandsvorsitzender. Danach hatte er bis 2021 den Vorsitz in den Aufsichtsräten inne.
Zaum engagiert sich in zahlreichen ehrenamtlichen Positionen, zum Beispiel als Beiratsmitglied der Hochschule für Musik und Theater Hannover, für die Kunstsammlung Neubrandenburg und im Verein zur Förderung der Versicherungswissenschaft an der Gottfried Wilhelm Leibniz Universität Hannover. Zudem ist er Sprecher der Hannoverschen Versicherungswirtschaft und der Sprecher der Vorstandsvorsitzenden der hannoverschen Versicherungsunternehmen. Er ist Mitglied des Beirates des Bankhaus Hallbaum sowie Vorsitzender des C.o.E. (Club ohne Erwerbssinn).
Zaum ist Mitglied der katholischen Studentenverbindung KDStV Ripuaria Freiburg im Breisgau, der VKDSt Eckart Köln und ab 1977 der KDStV Rappoltstein (Straßburg) Köln, alle im CV sowie Mitglied des Lions-Club Hannover.